# Freedom (stacja kosmiczna)

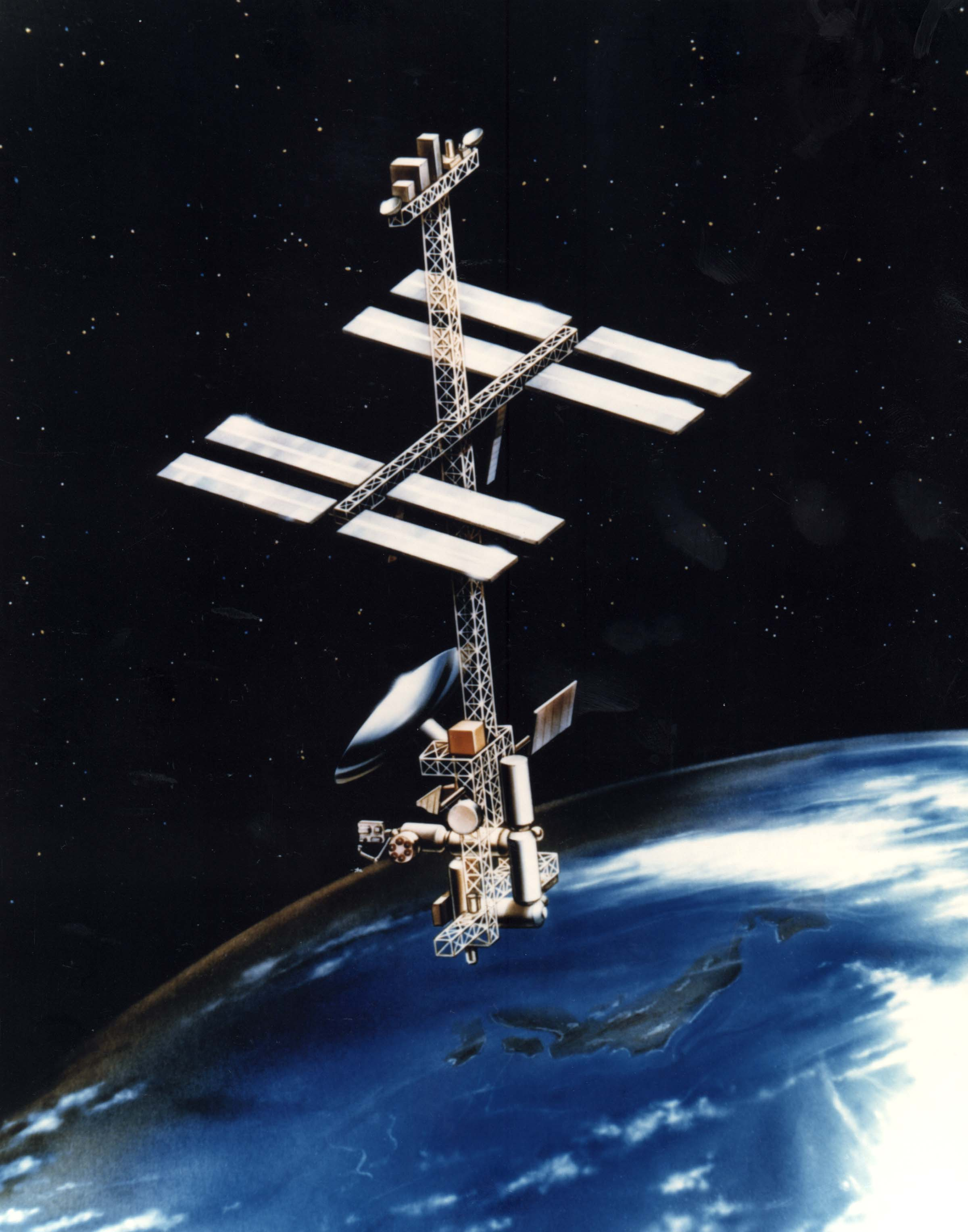
Pierwotny projekt stacji Freedom z 1984 roku

Freedom – projektowana, niezrealizowana amerykańska stacja kosmiczna. Zgodę na jej stworzenie wydał 25 stycznia 1984 prezydent Stanów Zjednoczonych Ronald Reagan. Projekt nie został urzeczywistniony mimo rozpoczęcia prac w 1988 (do 1991 na badania i projekty wydano w sumie ok. 6,5 mld dolarów z budżetów NASA, ESA i NASDA), a w 1993 – za czasów administracji Billa Clintona – jego elementy zostały ostatecznie włączone w program budowy Międzynarodowej Stacji Kosmicznej (ISS).

## Historia projektu

### Początki
Po zamknięciu programu amerykańskiej załogowej stacji kosmicznej Skylab i anulowaniu stacji Skylab B trwały nadal prace projektowe nad stworzeniem amerykańskiej załogowej stacji kosmicznej na niskiej orbicie okołoziemskiej. Na samym początku projektu, czyli około 1980, autorzy koncepcji Kosmicznego Centrum Operacyjnego szacowali koszty jego budowy na 8 miliardów dolarów. Jeszcze przed podjęciem przez Reagana w 1984 decyzji o realizacji programu, a nawet jeszcze później, NASA mówiła wciąż o 8 miliardach. Jednakże owa suma nie wynikała z analizy kosztów. Była raczej odbiciem sondaży, pokazujących jaką sumę zdołają zaakceptować politycy. Na początku lat 80. zasugerowano wspólne prace z europejską ESA i japońską NASDA. Zostały one zatwierdzone do realizacji w 1984, a prezydent Reagan nadał projektowi nazwę „Freedom”, czyli „Wolność”. W styczniu 1987 roku NASA poinformowała nagle, że stacja będzie w rzeczywistości kosztować 14,5 miliardów dolarów. Spowodowało to ponowną weryfikację projektu na wysokim szczeblu: większe wydatki wstrzymano do czasu, aż w Białym Domu zasiądzie nowy prezydent. Plan przewidywał teraz podzielenie programu na dwa etapy. Najpierw wyniesiono by na orbitę długie poprzeczne ramię, co kosztowałoby 12,2 miliarda dolarów. Później może zostałaby dołączona konstrukcja w formie prostokątnej ramy, za dodatkowe 3,8 miliarda. Wprawdzie w 1988 przystąpiono do działań technicznych, jednak po 1991 prace, ze względu na kryzys gospodarczy i malejące fundusze NASA, zostały wstrzymane. Przewidywany koszt programu wzrósł wtedy aż do 38 miliardów dolarów. Projekt tracił już wówczas protektorów.

### Planowane etapy montażu

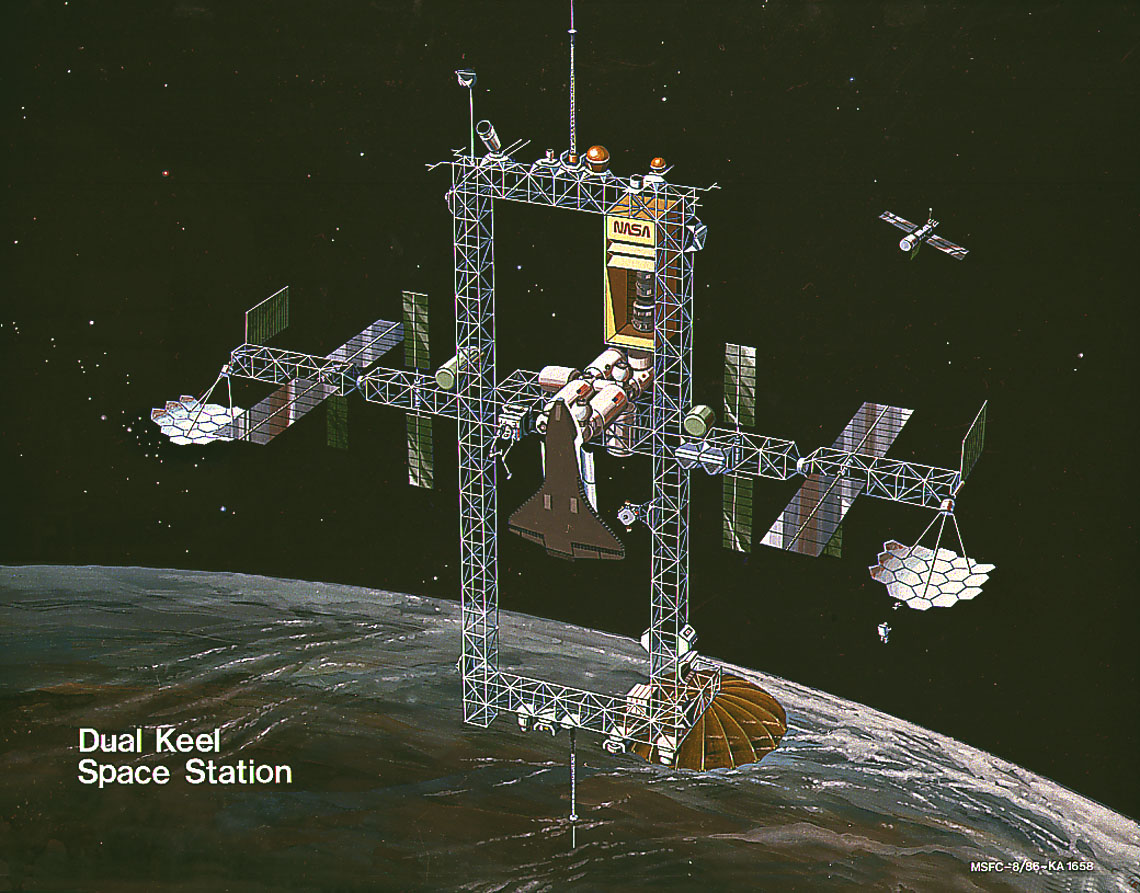
Stacja Freedom – projekt „podwójny kil” z 1984 roku.

Pierwszy start wahadłowca z elementami Freedom miał odbyć się w grudniu 1995. Po pierwszych 6 startach, planowanych do realizacji w ciągu jednego roku, baza miała umożliwić zasiedlenie dwójce astronautów. Kolejne moduły miały być wynoszone do 1999 lub 2000, a gotowa stacja miała zapewnić możliwość pracy w cyklach trzymiesięcznych dla 4 do 8 astronautów. Na pełny montaż przewidziano w sumie 17 lotów.

### Zamknięcie projektu
W ciągu niespełna dziesięciu lat istnienia projekt przeszedł liczne zmiany. Ze względu na problemy budżetowe związane z pierwotnym niedoszacowaniem kosztów usuwano z niego kolejne rozwiązania i okrajano możliwości. Pomiędzy 1984 a 1993 rokiem siedmiokrotnie zmieniano plany dotyczące stacji. To przyczyniło się też do dużego niepokoju wśród partnerów spoza USA. W czerwcu 1993 roku znaczne przekroczenie kosztów spowodowało złożenie w Izbie Reprezentantów wniosku o zakończenie całego programu. Wniosek odrzucono jednym głosem. Mimo przedstawienia przez NASA kilku możliwych dróg rozwoju projektu wszystkie zostały uznane za zbyt kosztowne – na tym etapie większość naukowych funkcji stacji została z niej wykreślona, nie było też dalszego politycznego i ideologicznego parcia w wyścigu kosmicznym, które uzasadniałoby finansowanie coraz droższego projektu. W dodatku generalny administrator do spraw budżetu zauważył, że poza wymienionymi kosztami budowy Freedom będzie wymagał ciągłego ponoszenia dalszych, poważnych kosztów przez cały przewidywany trzydziestoletni okres jej eksploatacji. Po zsumowaniu wszystkich kosztów okazało się, że cały program pochłonie przynajmniej 118 miliardów dolarów. W październiku 1993 roku członkowie Rosyjskiej Agencji Kosmicznej odbyli pilne rozmowy z władzami NASA i jego ówczesnym administratorem Danielem Goldinem.
Ostatecznie w 1993 projekt stacji Freedom został – podobnie jak projekty stacji rosyjskiej Mir-2 i europejskiej Columbus – włączony do międzynarodowego projektu ISS. Zawarto porozumienie, które proklamowało wspólne zaplanowanie i stworzenie międzynarodowej stacji kosmicznej, a jednocześnie zapraszało aktywnych uczestników z innych krajów. To porozumienie w zasadzie zakończyło plany związane ze stacją Freedom.
Daniel Goldin nadzorował włączenie Rosji do wspólnych prac w projekcie. Projekt amerykańskiego segmentu stacji został okrojony do objętości 33 m² (z pierwotnych 47 m² dla Freedom) ze względu na cięcia budżetowe. Z tego samego powodu liczba amerykańskich astronautów mogących przebywać jednocześnie na pokładzie została zredukowana do 3, chociaż segment amerykański w rzeczywistości może zapewnić zakwaterowanie dla 4 osób. Zredukowano także część funkcji przewidzianych dla Freedom. Mimo zamknięcia projektu stał się on podstawą do budowy ISS.

## Planowane parametry stacjiFreedom

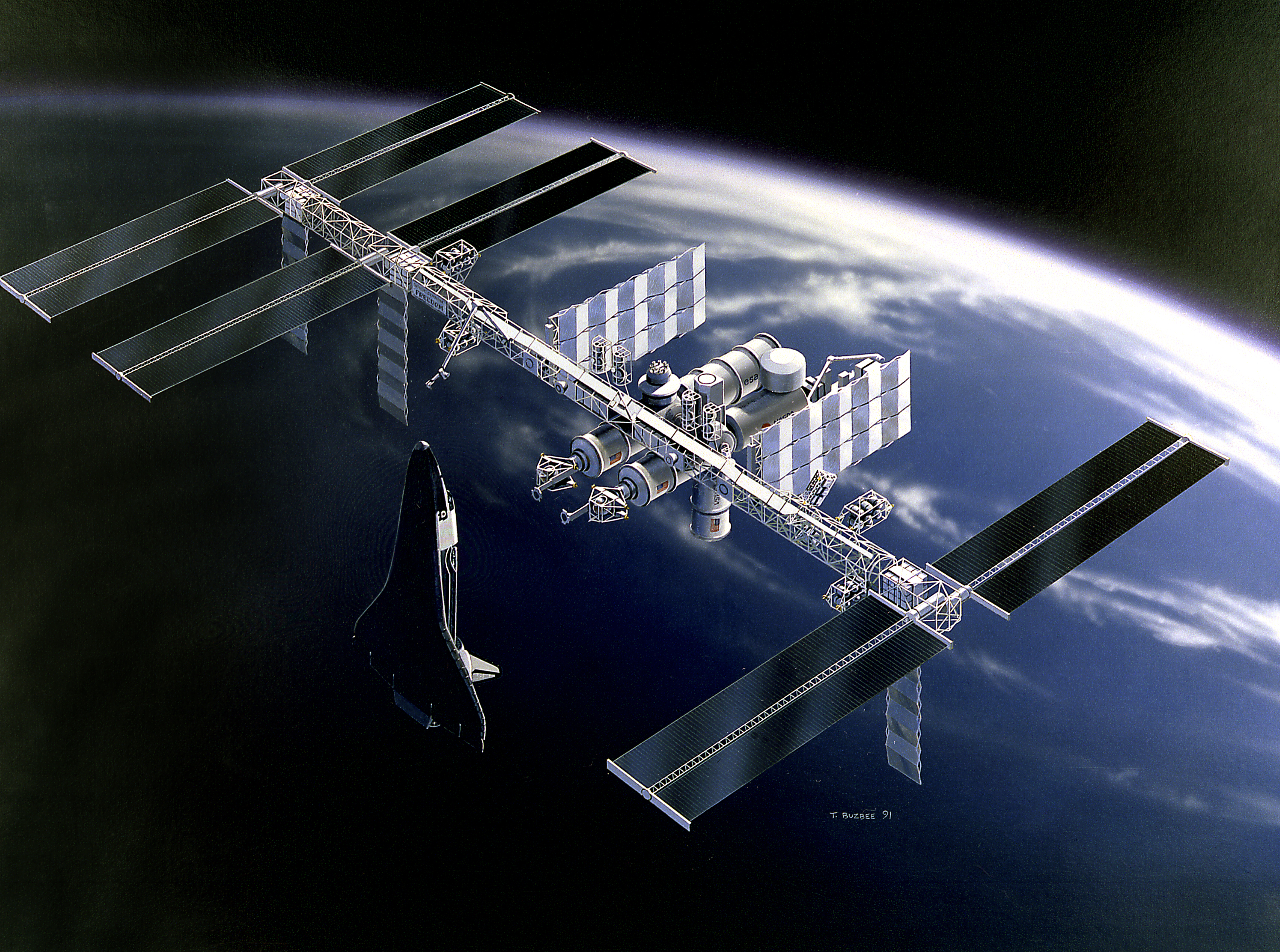
Stacja Freedom – przewidywana konfiguracja według projektu z 1991 roku

Początkową koncepcję z 1984 roku w formie krzyża rozwinięto później w tzw. podwójny kil – miała to być duża, prostokątna konstrukcja typu kratownicowego, przecięta długim ramieniem. Późniejsze projekty przewidywały układ poziomy (podobnie jak w późniejszej ISS). Niezależnie od formy, podstawę stacji miała zawsze stanowić kratownica o rozpiętości (zależnie od wersji projektu) od 80 do 108 m, zaś szerokości – 5 m. Do centralnej kratownicy miały być stale dołączone moduły hermetyzowane – amerykański moduł mieszkalny oraz moduły laboratoryjne – amerykański, europejski i japoński. Wymiary modułów były uzależnione rozmiarami ładowni wahadłowców, zaplanowanych do wynoszenia ich na orbitę i wynosić: 18,3 m długości, 4,6 m średnicy. Całkowita masa stacji Freedom po montażu miała wynieść 210 ton. Źródłem energii miało być sześć zamontowanych na kratownicy paneli słonecznych o wymiarach 74 × 12 m, zapewniających 65 kW energii.
Stacja miała zostać pierwotnie wystrzelona na wysokość 400 km, w trakcie montażu opaść do wysokości orbity 360 km, a następnie, w końcowej fazie, zostać ponownie wyniesiona na 400 km.